# Formacja Serra Geral

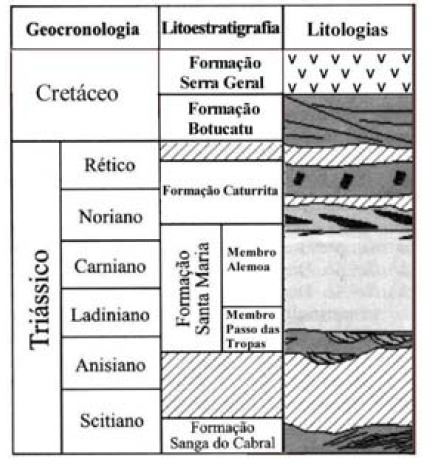
Formacja Serra Geral

Formacja Serra Geral (port. Formação Santa Maria) – formacja geologiczna składająca się ze skał magmowych, głównie bazaltów, występująca w południowej Brazylii, Paragwaju, Urugwaju i północnej Argentynie, w niecce Parany. Jej wiek oceniany jest na wczesną kredę).

## Nazwa
Nazwa formacji pochodzi od pasma górskiego Serra Geral, gdzie skały te odkryto i opisano po raz pierwszy.

## Wiek

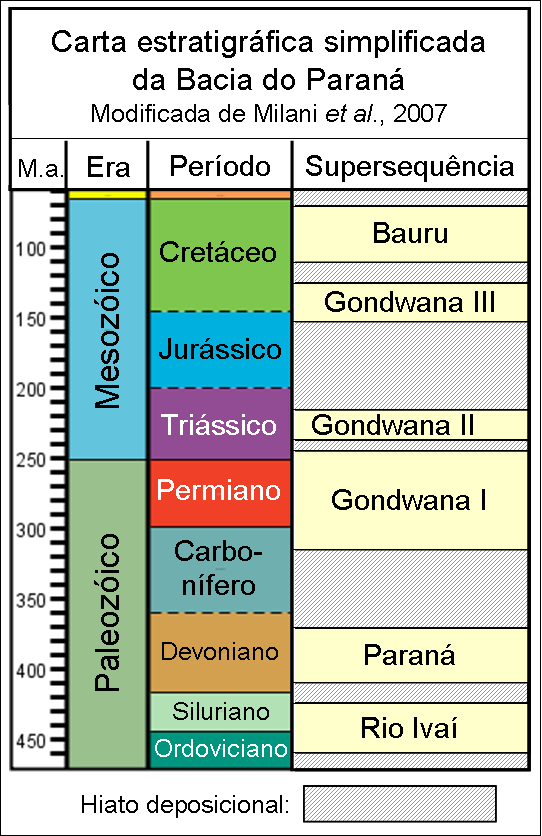
Stratygrafia niecki Parany (Milani, 1997)

Wiek formacji został oznaczony na dolną kredę (ok. 137–127 mln lat).

## Opis
Miąższość formacji dochodzi do 1500 m. Zajmuje powierzchnię 1,2 mln km² w niecce Parany. Składa się głównie ze skał wylewnych - bazaltów, andezytów, toleitów, podrzędnie z ryolitów i ryodacytów (wulkanizm bimodalny).

## Położenie
Powyżej zalega Grupa Bauru (port. Grupo Bauru), a poniżej formacja Botucatu (port. Formação Botucatu).
Milani (1997) określił formację Serra Geral jako część supersekwencji Gondwana III (port. Supersequência Gondwana III).